# Брянчанинов, Сергей Афанасьевич
Сергей Афанасьевич Брянчанинов (?—1802) — российский военный и государственный деятель, генерал-майор (1788), правитель Кавказского и Орловского наместничеств.

## Биография
Происходил из вологодских дворян. В службе с 1754 года. С 1773 года — подполковник Апшеронского полка, полковник с 1779, бригадир с 1787 года, с 1788 генерал-майор.
Был награждён за выслугу лет, 26 ноября 1784 года, орденом Св. Георгия 4-й степени.
С 1788 года — генерал-майор. Кавказский наместник в 1789—1792 годах. За время нахождения на посту правители наместничества Сергей Афанасьевич перевел присутственные места губернии из Екатеринодара в Астрахань. Брянчанинов вел работу по установлению контактов с горскими народами, добивался у правительства разрешения для жителей Кизляра вести торговлю как в пределах, так и за пределами Кавказской губернии. Так же редотвратил недовольство калмыков, сместив с занимаемой должности пристава, обвиняемого в злоупотреблении своими полномочиями. В распоряжении Брянчанинова находились воинские формирования наместничества. Одной из главных его забот было обеспечение защиты населения городков и поселений Астраханской губернии и Кавказского края от набегов кочевников киргиз-кайсаков с одной стороны и кубанцев – с другой, пресечение разбоя на Волге, установление воинской кордонной стражи от Астрахани до Саратова.  
6 марта 1792 года был переведён в правители Орловского наместничества. За годы его и А. А. Беклешова руководства губернией Орел был разбит на кварталы, введены поквартальные книги, куда заносились списки жителей, была вымощена Полесская площадь и началось освещение центра города фонарями; 7 апреля 1794 года вышел в отставку. 
Награждён орденом Св. Владимира 4-й степени.
Скончался в ноябре 1802 года и был похоронен в усадьбе при Казанской церкви села Порошино Вологодской губернии.